# Hemmeshøj Sogn
Hemmeshøj Sogn er et sogn i Slagelse-Skælskør Provsti (Roskilde Stift).
I 1800-tallet var Hemmeshøj Sogn anneks til Vemmelev Sogn. Begge sogne hørte til Slagelse Herred i Sorø Amt. Vemmelev-Hemmeshøj sognekommune blev ved kommunalreformen i 1970 indlemmet i Korsør Kommune, der ved strukturreformen i 2007 indgik i Slagelse Kommune.
I Hemmeshøj Sogn ligger Hemmeshøj Kirke.
I sognet findes følgende autoriserede stednavne:
- Erdrup (bebyggelse, ejerlav)
- Erdrup Enghave (bebyggelse)
- Gammellung (bebyggelse)
- Hemmeshøj (bebyggelse, ejerlav)
- Stude (bebyggelse, ejerlav)
- Vårby (bebyggelse)
- Vårby Mark (bebyggelse, ejerlav)